# Мандрівний замок (аніме)
«Мандрівний замок», або «Замок-мандрівник» (яп. ハウルの動く城, Hauru no Ugoku Shiro, «Мандрівний замок Хаула») — повнометражний анімаційний фільм, створений режисером Міязакі Хаяо та студією Ghibli у 2004 році. Сценарій написаний за мотивами однойменного фентезійного роману англійської письменниці Діани Вінн Джонс (укр. пер. Андрія Поритка, Видавництво Старого Лева, 2008). Спочатку планувалося, що режисером стрічки буде Мамору Хосода, однак він несподівано відмовився. Тому Хаяо Міязакі посів режисерське крісло.
«Мандрівний замок» був номінований на 78-му премію «Оскар» як «Найкращий анімаційний фільм», однак поступився мультфільму «Воллес і Громіт: прокляття кролика-перевертня». На 1 березня 2024 року фільм займав 160-ту позицію у списку 250 кращих фільмів за версією IMDb.
Світова прем'єра фільму відбулася 5 вересня 2004 року на Венеційському кінофестивалі. В Японії фільм був представлений 20 листопада 2004 року. «Мандрівний замок» зібрав 231 млн 710,455 тис. доларів, таким чином ставши одним із найуспішніших японських фільмів. В Європі фільм презентували у вересні 2005 року.

## Сюжет
Сюжет розгортається у казковому світі, котрий дечим нагадує Європу XIX-го століття. Вісімнадцятирічна Софі, осиротіла капелюшниця, зустрічається з Хаулом, відомим чарівником. Він рятує дівчину від двох солдатів, які переслідували її. Ця подія привертає увагу Відьми Пустирищ, яка накладає на Софі закляття. Воно перетворює дівчину у 90-літню бабусю, якій ніхто не вірить. Ця подія змусила Софі покинути рідний дім та вирушити на пошуки Відьми, щоби зняти закляття.
По дорозі Софі зустрічає польове опудало, що насправді є зачаклованим принцом. Опудало веде Софі у дивний будинок на механічних ногах, який виявляється замком Хаула. У цій споруді Софі зустрічає Кальцифера — демона вогню — котрий охороняє будинок. Кальцифер одразу розпізнає закляття Софі. Він пропонує зняти це прокляття, якщо Софі зламає угоду між ним і Хаулом. Згодом Хаул повертається у свій замок. Він бачить Софі, але Кальцифер заступається за дівчину, кажучи, що віднині вона наводитиме лад у замку. Живучи там, Софі виявляє, що вхідні двері у замок є чарівним порталом, який переносить у різні місця. Також вона довідується про життя Хаула та мешканців замку.
Через деякий час Хаул отримує листи від двох ворогуючих країн, Портавейн та Кінґзбері, котрі закликають Хаула підтримати їх у війні, спричиненій зникненням принца Джастіна (перетвореного на опудало). Хаул відмовляється допомагати кожній країні. Це викликає незадоволення Мадам Саліман, головної чарівниці королівства Кінґзбері, а також колишньої наставниці Хаула. Вона викликає Хаула на прийом, однак він висилає Софі замість себе, щоб вона вдавала з себе його матір. По дорозі Софі зустрічає Відьму Пустища, і вони разом вирушають до Мадам Саліман. Мадам Саліман перетворює Відьму Пустища на безпомічну стареньку, кажучи, що така сама доля чекає Хаула, якщо він не прийде їй на допомогу. Хаулу вдається врятувати Софі та Відьму, забравши їх у замок. Мадам Саліман вдається вислати Хіна, собаку, котрий повинен шпигувати за мешканцями замку.
Софі вивчає мрії Хаула, дізнається нове про господаря замку. Кальцифер розповідає їй, що Хаул перетворюється на створіння, схоже на птаха, щоб врятуватися від переслідувань та атак з боку військових. Однак після кожної трансформації Хаулу все важче стати людиною. Завдяки великій любові і допомозі мешканцям замку Софі практично знімає своє закляття. Хаул також змінює замок, додавши вихід до магазину капелюшків, в якому звикла працювати Софі. Одного разу будинок відвідує матір Софі, Хані. Однак виявляється, що її шантажували. Вона приносить комаху-шпигуна у замок, який сповіщає військових про перебування Хаула. Дізнавшись про розміщення замку, військові направляються туди. Хаул намагається відволікти їх, таким чином врятувавши Софі та інших жителів замку. Софі та Кальцифер самостійно переносять замок у інші місця, а Відьма Пустища, підслухавши їх розмову, розуміє, що серце Хаула знаходиться всередині демона вогню. І коли Кальцифер втрачає силу, Відьма Пустища хапає його, щоб заволодіти серцем, але вогонь охоплює її.   Щоб врятувати Відьму, Софі виливає воду на Кальцифера. Це практично знищує демона вогню, від нього залишається тільки маленька іскра. Після цього Кальцифер більше не може керувати будинком. Замок руйнується, його мешканці дивом виживають.
Прийшовши до тями, Софі знаходить на залишках замку чарівні двері. Вони заводять її у минуле. Вона бачить, що Кальцифер насправді був зіркою, яка впала на землю. Щоб врятувати Кальцифера, Хаул віддав йому своє серце, тому втратив здатність кохати. Після побаченого Софі повертається у теперішнє. Там вона знаходить Хаула, що, як і решта жителів замку, непритомний. Софі знаходить серце Хаула і вкладає його у груди чарівника. Це ламає зв'язок між Хаулом і Кальцифером, який знову стає зіркою. Замок оживає, проте, неконтрольований ніким, падає на мешканців. Опудало рятує всіх, і вдячна Софі цілує його. Завдяки її поцілунку, опудало перетворюється на принца Джастіна. Він дякує Софі, а також каже, що тільки справжнє кохання могло зламати його прокляття. Однак Софі заперечує, вона стверджує, що кохає Хаула і цілує його. Поцілунок ламає прокляття Софі і повертає її у колишній вигляд вісімнадцятирічної дівчини. Хаул отямлюється та бачить знову юну Софі.
Джастін повертається у столицю, щоб покласти кінець війні. Мадам Саліман, яка спостерігає за всім очима Хіна, бачить це та припиняє війну. Хаул будує інший, менший, ходячий замок. Кальцифер повертається за власним бажанням і стає його захисником. Софі і Хаул кохають одне одного і продовжують романтичні стосунки.

## Різниця між фільмом та книгою
Зустрівшись із представниками студії Ghibli, Діана Джонс не мала жодних заперечень щодо сценарію фільму. Міязакі відвідав авторку в Англії у 2004 році, щоби дати їй змогу оцінити вже завершений фільм. Діана Джонс сказала про фільм:
Як зазначила авторка, фільм дуже відрізняється від оригінального твору. Початок фільму доволі схожий на книги, однак далі фантазія Міязакі дещо змінює стиль стрічки. Хоча акцент все ще на головній героїні — Софі, режисер приділяє велику увагу опису природи, а також внутрішньому світу героїв. Режисер наближує світ Хаула та Софі до часів I та II Світових Воєн, повних атак на мирні міста. Багато будинків міста нагадують будівлі міста Колмар (Еотзас, Франція). Міязакі обрав його прототипом головного міста фільму.
Персонажі також були змінені у фільмі. Майкл Фішер — 15-літній підліток, однак у фільмі це маленький хлопчик Маркл (учень Хаула). У фільмі Софі має тільки одну сестру, хоча у книзі їх дві. Відьма Пустища — бридка і негарна, однак у книзі це вродлива жінка. Також у повісті вона тероризує місто, однак у фільмі вона перетворюється на стареньку, і згодом Софі забирає її додому. Кальцифер у книзі описаний як премиле чарівне полум'я, однак у фільмі це страшнуватий на вигляд демон. Мадам Саліман у книзі на стороні головних героїв, хоча у фільмі вона є їхнім противником. Головні герої, Софі та Хаул, хоча практично і не змінюються (щоправда, Міязакі повністю змінив минуле Хаула у фільмі), однак у них з'являються характерні риси стилю Міязакі.

## Персонажі

### Софі Хаттер
Софі Хаттер (яп. ソフィー・ハッター, Софі: Хатта:) — головна героїня фільму, вісімнадцятирічна дівчина. Все життя провела у капелюшній крамниці, яка належала її померлому батьку. На момент зустрічі з Хаулом жила разом із мачухою та сестрою, а також працювала у крамниці  модисткою. Дуже чутлива і добра дівчина, вона закохалася в Хаула, не очікуючи взаємності, що зрештою врятувало їх обох і припинило війну між королівствами. Сейю: Тіеко Байсьо, український дубляж — Олена Яблучна.

### Хаул
Хаул (яп. ハウル, Хауру) — таємничий і привабливий власник чарівного замку. Хаул — могутній чарівник, який в дитинстві уклав угоду з Кальцифером: віддав своє серце в обмін на чарівний замок. Живучи без серця, Хаул став егоїстичним, недовірливим і самовпевненим. Часто він показує неймовірну впертість. Коли «бабуся» Софі вривається в його життя, Хаул спочатку ставиться до неї дуже недовірливо, з деякою погордою. Він посилає її до Мадам Саліман. Софі надзвичайно впливає на життя Хаула, допомагає йому змінитися. Він дуже прив'язується до Софі та, врятований нею, повертає своє серце і здатність відчувати. Сейю: Такуя Кімура (яп. 木村 拓哉, Кімура Такуя), український дубляж — Андрій Твердак.

### Кальцифер
Кальцифер — маленький вогняний демон. Колись він був зіркою, що впала з неба. Хаул врятував Кальцифера, віддавши йому своє серце. За це Кальцифер став охоронцем чарівного замку та приводив його в рух. Згодом Кальцифер заступається за Софі, що приходить у замок Хаула. Дівчина обіцяє допомогти йому зламати його зв'язок з Хаулом, якщо він зламає її закляття. Тому Кальцифер доволі привітно ставиться до СоФі. В нього є почуття гумору, а ще він часто ображається і любить пожалітися Хаулу на Софі, коли та починає прибирання. Разом з тим, він завжди дотримується обіцянок. Кальцифер підкоряється тільки Хаулу, однак Софі знайшла з ним спільну мову. Сейю: Тацуя Гасюін куку, український дубляж — Павло Скороходько.

### Відьма Пустирищ
Відьма Пустирищ (яп. 荒地の魔女, Аречі но маджьо) — напрочуд сильна і могутня чаклунка. В аніме вона зображена непривабливою жінкою літнього віку, але попри це Відьма Пустирища закохувала в себе молодих гарних парубків. Вона давно полювала на Хаула, а коли дізналася, що Софі бачилася з ним, то зачаклувала її, перетворивши на стару бабусю. Наступного разу вона зустрілась з Софі біля королівського замку, куди прибула по запрошенню самого короля. Та це виявляється пасткою, влаштованою мадам Саліман (головною чаклункою королівства), хитрощами вона позбавляє Відьму Пустирища її сил і перетворює на немічну стару. Софі вдається втекти і врятувати безсилу відьму. Відтоді вони живуть в замку Хаула. Софі піклується про стареньку, але та хоч безсила, але намагається забрати серце Хаула. Відьма Пустирищ дізнається, що серце Хаула належить Кальциферу і витягує маленького вогняного демона з його печі цим самим руйнує замок, що позбавляє Хаула сил. Та в Софі вдається переконати її повернути серце Хаулу.

### Опудало
Опудало (яп. カブ) — зачарований принц сусіднього ворогуючого королівства. Ймовірно, закоханий у Софі і протягом усього оповідання прагне допомогти їй. Поцілунок Софі знімає з нього закляття і повертає людський вигляд. Принц вирішує повернутися в палац, щоб припинити війну між королівствами.

### Майкл
Майкл (яп. マルクル, Марукуру) — хлопчик, що живе в Замку Хаула. Його можна назвати учнем Хаула. Добрий і поступливий, спокійно зносить постійний рейвах і періодичну відсутність їжі, що панують в Замку до тих пір, поки там не з'являється Софі. Але приймає він її не дуже привітно, думаючи, що краще знає життя. З часом Майкл прив'язується до Софі, і коли в неї з'являється можливість покинути замок, він просить її не йти. В оригінальній книзі він хлопець п'ятнадцяти років.

### Хінн
Хінн (яп. ヒン, Хінн) — коротконога собачка з курячими лапами замість ніг, помічник Мадам Саліман, був приставлений до Софі, щоб стежити за Хаулом. Однак Хінн перестає коритися Саліман і замість цього допомагає Софі. Коли Софі йшла до Мадам Саліман, Хінн пішов разом з нею. Софі, думаючи, що це перевтілений Хаул, потягла його на найвищу сходинку величезних сходів, хоча собачка була дуже важкою.

### Мадам Саліман
Мадам Саліман (яп. サリマン, Саріман) — головна чарівниця королівства Кінгсбері. У цієї загадкової леді величезний вплив у Королівському Палаці та сильні магічні здібності. Відмова Хаула надати свої чаклунські здібності на допомогу армії, спонукає Мадам Саліман до особистої зустрічі з Хаулом. Саліман береться за кожну нагоду, щоб виграти війну. В оригінальній книзі Саліман — чоловік, і майже не грає ролі в сюжеті. Роль озвучує Харуко Като.

## Вихід
Світова прем'єра фільму відбулася 5 вересня 2004 року. У кінотеатрах України «Мандрівний замок» вперше вийшов 1 вересня 2005 року. Повторно фільм демонструвався українською в кінотеатрах України з 23 січня до 2 лютого 2020 року.

## Нагороди та номінації
- 2004 — премія Golden Osella на Венеціанському кінофестивалі
- 2004 — премія глядачів за найкращий фільм на Каталонському кінофестивалі в Сиджесе (Хаяо Міядзакі)
- 2005 — премія Tokyo Anime Awards за найкращий аніме-фільм
- 2006 — премія «MTV-Росія» за найкращий анімаційний фільм
- 2006 — номінація на премію «Оскар» за найкращий анімаційний фільм Хаяо Міядзакі
- 2006 — номінація на премію «Сатурн» за найкращий анімаційний фільм
- 2006 — три номінації на премію «Енні»: найкращий анімаційний фільм, найкраща режисура (Хаяо Міядзакі), найкращий сценарій (Хаяо Міядзакі, Дональд Хьюітт, Сінді Девіс Хьюітт)
- 2006 — номінація на премію «Срібна стрічка» Італійського національного синдикату кіножурналістів за найкращу режисуру зарубіжного фільму (Хаяо Міядзакі)
- 2007 — премія «Х'юго» за найкращий сценарій (Хаяо Міядзакі, Дональд Хьюітт, Сінді Девіс Хьюітт)